# Ceratinopsis infuscata
Ceratinopsis infuscata är en spindelart som först beskrevs av Denis 1962.  Ceratinopsis infuscata ingår i släktet Ceratinopsis och familjen täckvävarspindlar.
Artens utbredningsområde är Madeira. Inga underarter finns listade i Catalogue of Life.